# Rutger van den Broek
Rutger van den Broek (Hilversum, 10 januari 1986) is een Nederlands schrijver van kookboeken. Hij is in 2013 landelijk bekend geworden als winnaar van het eerste seizoen van het tv-programma Heel Holland Bakt.

## Biografie

### Jeugd en opleiding
Van den Broek werd geboren in Hilversum. Als kind hielp hij zijn moeder al veel met het bakken van taarten. Hij volgde de opleiding hbo-verpleegkunde aan de Hogeschool in Utrecht.

### Carrière
Van den Broek was na zijn opleiding werkzaam als verpleegkundige aan het Tergooiziekenhuis in Hilversum. In 2013 deed hij mee aan het eerste seizoen van Heel Holland Bakt en werd winnaar van het programma. Daarna ging hij zich bezighouden met bakken voor bakboeken, zijn blog en andere opdrachten. In het theaterseizoen 2021/2022 speelt Rutger samen met Mark Haayema de Verrukkelijke Kinderbakshow in 29 Nederlandse theaters. 
Hij won in 2024 de publieksprijs van het Gouden Kookboek voor de Toetjesbijbel.

## Bestseller 60
| Boeken met noteringen in de Nederlandse Bestseller 60 | Jaar van verschijnen | Datum van binnenkomst | Hoogste positie | Aantal weken | Opmerkingen                        |
| ----------------------------------------------------- | -------------------- | --------------------- | --------------- | ------------ | ---------------------------------- |
| Rutger bakt                                           | 2014                 | 09-04-2014            | 23              | 3            |                                    |
| Rutger bakt de 100 allerbeste recepten                | 2020                 | 09-09-2020            | 28              | 1            |                                    |
| Bakbijbel                                             | 2015                 | 23-12-2020            | 27              | 5            | onderdeel van de Kookbijbels-serie |
| De bakatlas                                           | 2021                 | 03-11-2021            | 10              | 1            |                                    |
| Toetjesbijbel                                         | 2022                 | 09-11-2022            | 7               | 3            | onderdeel van de Kookbijbels-serie |

- Nederlandse Thesaurus van Auteursnamen: 37402619X
- Virtual International Authority File: 309895683
- WorldCat: E39PBJdRy8w4fHD68CdWvTdfbd